# کنتارو وادا
کنتارو وادا (انگلیسی: Kentaro Wada؛ زادهٔ ۲۸ ژوئن ۱۹۹۶) بازیکن فوتبال اهل ژاپن است.
از باشگاه‌هایی که در آن بازی کرده‌است می‌توان به باشگاه فوتبال گامبا اوساکا اشاره کرد.